# Euphorbia zierioides
Euphorbia zierioides är en törelväxtart som beskrevs av Pierre Edmond Boissier. Euphorbia zierioides ingår i släktet törlar, och familjen törelväxter. Inga underarter finns listade i Catalogue of Life.